# Shizuishan
Shizuishan (石嘴山 ; pinyin : Shízuǐshān) est une ville de la région autonome du Níngxià en Chine.

## Démographie
La population de la préfecture était estimée à 720 000 habitants en 2004, et celle de la ville de Shizuishan à 139 666 habitants en 2007.

## Économie
En 2006, le PIB total a été de 9,8 milliards de yuans.

## Pollution
En 2008, Shizuishan est considérée comme l'une des villes les plus polluées du monde.

Les usines autour de Shizuishan - site parfait pour le solaire et l'éolien - restent tributaires des centrales à charbon, héritées de la décision de Mao Tsé Toung de déplacer l'industrie vers l'intérieur du pays.

## Subdivisions administratives
La ville-préfecture de Shizuishan exerce sa juridiction sur trois subdivisions - deux districts et un xian :
- le district de Dawukou - 大武口区 Dàwǔkǒu Qū ;
- le district de Huinong - 惠农区 Hùinóng Qū ;
- le xian de Pingluo - 平罗县 Píngluó Xiàn.